# 路德维希·库格曼
路德维希·库格曼（德语：Ludwig Kugelmann；1828年2月19日—1902年1月9日），又名路易斯·库格曼（Louis Kugelmann），是德国妇科医生、社会主义思想家和活动家，马克思与恩格斯的朋友。

## 个人生活
库格曼的妻子是格特鲁德·奥本海姆，育有一女芙兰齐斯卡·库格曼。
库格曼是一名德国的妇科医生，他在学生时代就十分崇拜马克思。他从1862年开始就与马克思保持通信联系，向后者报告德国国内的情况。在此期间还协助出版和发行《资本论》。
在1862年至1893年期间与卡尔·马克思多次会面，并与马克思和恩格斯保持了长期的书信往来。他也是第一国际和德国社会民主党的成员。

## 脚注

### 引文
1. ↑  中共中央马克思、恩格斯、列宁、斯大林著作编译局（1974年），第841页
2. ↑  齐勇（2021年），第20-21页
3. ↑  张光明 & 罗传芳（2018年），第291页
4. 1 2 3  郑州大学 & 安徽大学（1985年），第154页